# James Abercrombie junior
James Abercrombie, auch Abercromby, (* um 1732; † 23. Juni 1775 in Boston) war ein britischer Offizier im Franzosen- und Indianerkrieg und im Amerikanischen Unabhängigkeitskrieg.

## Leben
James Abercrombie wurde um 1732, wahrscheinlich in Schottland, geboren. Seine Herkunft und Identität sind bis heute nicht geklärt. Häufig wird er als Sohn des Generals Sir James Abercrombie (1706–1781) bezeichnet, obwohl diese Verbindung eher unwahrscheinlich ist, da es keine zeitgenössischen Zeugnisse dafür gibt. James junior selbst bezeichnete den General in seinem Testament vom 5. Oktober 1765 als „Freund und Verwandten“ (friend and relation). James junior war wahrscheinlich ein jüngerer Verwandter des Generals, zwei Historiker halten ihn für dessen Neffen, obwohl es auch dafür keine Belege gibt. In neuerer Zeit kam auch die These auf, dass er mit dem Bruder des späteren Generals Sir Ralph Abercromby (1734–1801) identisch sei, dessen Familie, die Abercrombies von Birkenbog, mit den Abercrombys von Glassaugh, der Familie des Sir James, verwandt waren. Dieser James Abercromby fiel aber erst 1776 bei Brooklyn.
James Abercrombie junior erwarb am 15. Mai 1742 ein Offizierspatent als Ensign (am 11. Juni 1744 als Lieutenant) im 1st Regiment of Foot unter General James St. Clair und diente im Österreichischen Erbfolgekrieg in Flandern und während des Jakobitenaufstandes 1745 in Schottland.
1753/54 ist er in Dublin, Irland, nachgewiesen, wo er am 5. Februar 1754 die schottischen Güter Over and Nether Auchinderrin, Hilton of Auchinderrin, Aldekarm Littlefield und Mills an den Colonel James Abercrombie verkaufte.
Am 16. Februar 1756 erhielt er die Stelle eines Captain und Kompaniechefs im 42nd (Highland) Regiment of Foot, mit dem er sich im April nach Nordamerika einschiffte. Im Mai 1757 wurde er Adjutant des Oberbefehlshabers Lord Loudoun und im März des folgenden Jahres diente er in derselben Position Sir James Abercrombie, der Loudon als Oberbefehlshaber gefolgt war. Als auch dieser nach der gescheiterten Erstürmung von Fort Ticonderoga durch Major-General Jeffrey Amherst abgelöst wurde, wurde Abercrombie junior 1759 Amhersts Adjutant. In dieser Stellung machte er in diesem und im folgenden Jahr die Feldzüge in Kanada mit.
Im Juli 1760 wurde er Major im 78th (Highland) Regiment of Foot und im September des Jahres erhielt er von Amherst den Auftrag, mit dem Marquis de Vaudreuil, dem Generalgouverneur von Neufrankreich, über die Bedingungen zur Übergabe der Stadt Montreal zu verhandeln. Als Amhersts Emissär nahm er auch die Unterschrift unter die Urkunde entgegen.
Nachdem das 78th Regiment 1763 aufgelöst worden war, wurde Abercrombie auf Halbsold gesetzt. 1770 trat er wieder in den aktiven Dienst ein (27. März) und wurde Lieutenant-Colonel des 22nd Regiment of Foot in Großbritannien. Ende Oktober 1773 führte er seine Einheit nach Irland und wurde interimistischer Kommandant der Garnison in Dublin. Während dieser Zeit führte er einen regen Briefwechsel mit seinem alten Freund und Gönner Lord Loudon.
Obwohl er hoffte, nicht nach Nordamerika kommandiert zu werden, wurde er am 3. März 1775 dorthin in Marsch gesetzt und kam am 23. April in Boston an. Kurz danach wurde er zum Generaladjutanten und später zum Kommandeur eines Grenadierbataillons ernannt. Bei der Schlacht von Bunker Hill führte Abercrombie sein Bataillon bei einem Angriff auf die Redoute am linken Flügel. Dabei wurde er von einer Kugel getroffen – wie es heißt aus der Muskete Salem Poors, obwohl sich das nicht bestätigen lässt. Er starb eine Woche später in Boston, im Haus des Armeeingenieurs Captain John Montresor (1736–1799), und wurde am nächsten Tag ebendort in der King’s Chapel beigesetzt.